# Torte in faccia (programma televisivo)
Torte in faccia fu un programma televisivo mandato in onda su Canale 5 dal 2005 al 2006 e condotto dal Bagaglino. Secondo quanto dichiarò Pier Francesco Pingitore, l'idea all'origine del programma sarebbe "come al solito, feroce ma innocua: dare la possibilità al pubblico di approvare o meno il bersaglio a proiettili di panna montata sulla faccia del potente di turno".
Nel corso del programma, il Bagaglino si cimentò in imitazioni di noti personaggi del mondo della politica e dello spettacolo oltre che in parodie di eventi mediatici come lo scontro fra Silvio Berlusconi e Romano Prodi.
Torte in faccia viene anche ricordato per aver visto Aída Yéspica debuttare in qualità di soubrette.